# Moustapha Abakar Malloumi
Moustapha Abakar Malloumi est un économiste de formation, enseignant chercheur, journaliste et écrivain tchadien.

## Biographie
Moustapha Abakar Malloumi est diplômé de l'Université de Montréal. Il est l'auteur de Les conditions d’une émergence au Tchad, paru aux Éditions Sao en 2015, Bientôt le nouveau siège ! Quelle radio et télévision pour la 4ème République de l’émergence ? paru aux éditions Toumaï en 2019 et L'État est la seule ethnie rentable paru aux Edition l’Harmattan en 2021,,,.

## Publications
- Les conditions d’une émergence au Tchad, Éditions Sao 2015
- Bientôt le nouveau siège ! Quelle radio et télévision pour la 4ème République de l’émergence ?, éditions Toumaï 2019
- L'Etat est la seule ethnie rentable[6], Edition l’Harmattan 2021